# Mauricio Villeda
 Mauricio Villeda Bermudez (ur. 27 kwietnia 1948 w Tegucigalpie), honduraski polityk, członek Partii Liberalnej Hondurasu (Partido Liberal de Honduras).

## Życiorys
Mauricio Villeda jest czwartym z sześciu synów byłego prezydenta Hondurasu Ramóna Villedy Moralesa (1957–1963), który został obalony w wyniku wojskowego zamachu stanu.
Villeda z zawodu jest prawnikiem. Ukończył prawo na Narodowym Autonomicznym Uniwersytecie w Hondurasie. Po studiach, od 1975 prowadził własną praktykę adwokacką. W latach 1991–1998 pełnił funkcję dyrektora Urzędu Służby Prawnej Konferencji Episkopatu Hondurasu. Od 1997 do 2006 był członkiem Papieskiej Akademii "Pro Vita" w Watykanie, zajmującej się interdyscyplinarnymi badaniami problemów związanych z obroną i promocją życia od poczęcia do naturalnej śmierci.
30 listopada 2008 Mauricio Villeda wygrał prawybory Partii Liberalnej na stanowisko kandydata w wyborach prezydenckich w listopadzie 2009. W głosowaniu zdobył 54% głosów, pokonując m.in. przewodniczącego parlamentu, Roberto Michelettiego, który uzyskał 26% głosów. 14 grudnia 2008 wycofał się ze startu w wyborach z ramienia Partii Liberalnej na rzecz Elvina Santosa.